# إيفا زانيكي
إيفا زانيكي (بالإيطالية: Iva Zanicchi)‏ (18 يناير 1940 - )؛ مغنية وممثلة وشخصية تلفزيونية وسياسية إيطالية. تميز صوتها بطبقة الميزو-سوبرانو. غنت مختلف الألوان الغنائية والأنواع الموسيقية الإيطالية، من الغناء الأوبرالي مرورًا بموسيقى البوب وصولًا إلى أغاني الأطفال. عرفت في عام 1970 بوصفها أحد الأركان الخمسة للأغنية الإيطالية، إذ أطلق عليها حرفيًا لقب «إبهام الأغنية الإيطالية»، أي واحدة من أهم الشخصيات النسائية الموسيقية الإيطالية، إلى جانب كل من مينا، وأورنيلا فانوني، باتي برافو وميلفا، كما عُرفت أيضًا باسم «عقاب ليغونكيو» نسبة لمدينتها، وأصل هذا الاسم يعود إلى أحد الصحفيين، الذي أطلق على أشهر أربع مغنيات إيطاليات في عقدي ستيتيات وسبعينيات القرن العشرين أسماء مماثلة منسوبة لمسقط رأسهن، وحملت الثلاث الأخريات أسماء «ببر كريمونا» و«نمر غورو» و«عندليب كافرياغو».

## روابط خارجية
- إيفا زانيكي على موقع IMDb (الإنجليزية)
- إيفا زانيكي على موقع روتن توميتوز (الإنجليزية)
- إيفا زانيكي على موقع ميوزك برينز (الإنجليزية)
- إيفا زانيكي على موقع أول ميوزيك (الإنجليزية)
- إيفا زانيكي على موقع ديسكوغز (الإنجليزية)
- إيفا زانيكي على موقع قاعدة بيانات الفيلم (الإنجليزية)